# Caroline (série télévisée)
Cet article concerne une série télévisée québécoise. Pour la série télévisée d'animation, voir Caroline et ses amis. Pour les albums, voir Caroline (albums).
Caroline est une série télévisée québécoise en 26 épisodes de 25 minutes scénarisée par Marcelle Racine et diffusée du 24 octobre 1979 au 23 avril 1980 à la Télévision de Radio-Canada.

## Synopsis
« Caroline » raconte la vie d'une célibataire de 40 ans, Caroline, qui possède un atelier de confection de vêtements.

## Fiche technique
- Scénariste : Marcelle Racine
- Réalisation : Louis Bédard, Lucile Leduc, Maude Martin
- Société de production : Société Radio-Canada

## Distribution
- Catherine Bégin : Caroline Duplain
- Marie Bégin : Élise Duplain, sœur de Caroline
- Paul Savoie : François Duplain, frère de Caroline
- Pierre Gobeil : Charles
- Gérard Paradis : Lionel Gagnon
- Charlotte Boisjoli : Mme Gagnon
- Jacques Lavallée : Jocelyn
- Benoît Girard : Jacques
- Chantal Aubré : Charlotte
- Michel Noël : Abe Goldman
- Isabelle Lajeunesse
- Yvette Brind'Amour